# Sword of Chaos
Sword of Chaos este o antologie de povestiri științifico-fantastice (de fantezie științifică) de sabie și planetă care a fost editată de scriitoarea americană Marion Zimmer Bradley. 
Povestirile fac parte din Seria Darkover care are loc pe planeta fictivă Darkover din sistemul stelar fictiv al unei gigante roșii denumită Cottman. Planeta este dominată de ghețari care acoperă cea mai mare parte a suprafeței sale. Zona locuibilă se află la doar câteva grade nord de ecuator.
Cartea a fost publicată pentru prima dată de DAW Books în aprilie 1982. A fost tradusă în germană în 1986 ca Schwert des Chaos.

## Cuprins
- Prefață, de Marion Zimmer Bradley
- After Landfall
  - "A Gift of Love", de Diana L. Paxson
- The Cycles of Legend (Cicluri de Legendă)
  - "Dark Lady", de Jane Brae-Bedell
  - "A Legend of the Hellers", de Terry Tafoya
- In the Hundred Kingdoms (O sută de regate)
  - "In the Throat of the Dragon", de Susan Shwartz
  - "Wind-Music", de Mary Frances Zambreno
  - "Escape", de Leslie Williams
  - "Rebirth", de Elisabeth Waters
  - "A Sword of Chaos", de Marion Zimmer Bradley
- Between the Ages (Între Epoci)
  - "Di Catenas", de Adrienne Martine-Barnes
  - "Of Two Minds", de Susan Hansen
  - "Through Fire and Frost", de Dorothy J. Heydt
- In the Days of the Comyn (Zilele Comyn-ului)
  - "The Way of a Wolf", de Lynne Holdom
  - "Cold Hall", de Aly Parsons
  - "The Lesson of the Inn", de Marion Zimmer Bradley
  - "Confidence", de Phillip Wayne
- The Empire and Beyond (Imperiul și dincolo)
  - "Camilla", de Patricia Mathews
  - "Where the Heart Is", de Millea Kenin
  - "Skeptic", de Lynn Mims
  - "A Recipe for Failure", de Millea Kenin